# Tropismo
La parola tropismo deriva dal greco τρέπομαι (trépomai) "mi volgo" e designa in biologia una reazione di orientamento causata da agenti chimici o fisici. 
Tropo, Tropia e Tropo sono elementi derivati, come Tropismo, dalla parola τρόπος (tròpos) "abitudine, modo" o dalla sua radice. Essi entrano nella formazione di termini scientifici come troposfera s.f. (prima del 1913), "parte dell'atmosfera situata tra il suolo e la stratosfera", e il suo derivato troposferico.

## Medicina
In microbiologia e farmacologia il tropismo indica la tendenza di alcuni microrganismi e farmaci a localizzarsi o ad accumularsi prevalentemente in un organo, apparato, tessuto o cellula.

## Fisiologia vegetale

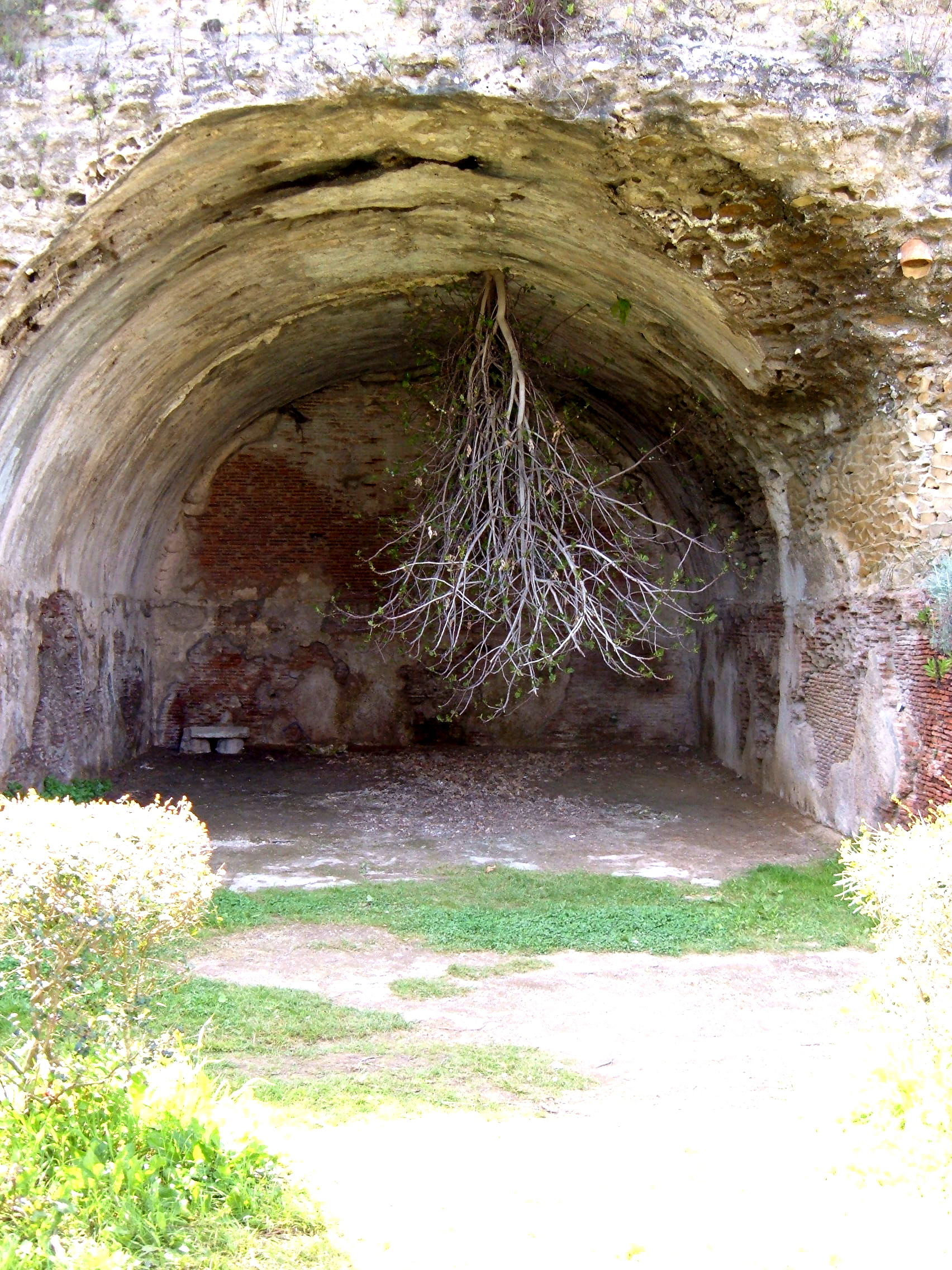
Esempio di adattamento gravitropico in questo albero rovesciato dalla cantina di una villa romana del parco archeologico di Baia

In fisiologia vegetale, un tropismo è una reazione di orientamento degli organi di una pianta (radici, steli, foglie, fiori, ecc.) a un'anisotropia ambientale. La luce e la gravità sono i due principali fattori ambientali responsabili rispettivamente dei fototropismi (come l'eliotropismo) e dei gravitropismi (chiamati anche geotropismi).
I tropismi possono sembrare movimenti della pianta, ma corrispondono in realtà al risultato di una crescita ineguale dei due lati dell'organo, che provoca una curvatura di esso.
Si distinguono dai tactismi i quali sono spostamenti orientati, e dalle nastie che sono deformazioni di organi non connessi a differenze di crescita bensì al funzionamento delle strutture di sostentamento.

## Letteratura
Imitazione di un termine proposto in tedesco da I. Loeb e attestato in inglese dal 1899 è la sostantivazione (1887) del suffisso -tropismo che si incontra in parole esistenti anteriormente (eliotropismo, fototropismo, chemiotropismo, geotropismo) e tratto dal greco tropos "giro, direzione" (tropo).
È passata nell'uso letterario per indicare una forza oscura, incosciente che spinge ad agire in un certo modo (1914, Gide) e ha fornito a Nathalie Sarraute il titolo di un romanzo: Tropismes (1939), con l'idea di "reazione psicologica elementare poco esprimibile".

## Altre accezioni
La scrittrice Nathalie Sarraute utilizza il termine "tropismo" per indicare una sensazione fugace, breve, intensa ma inspiegata. Una descrizione precisa di ciò che la scrittrice intende con l'uso di questo termine si trova nella prefazione a L'Ère du soupçon, ma vi fa riferimento, direttamente o indirettamente, anche in altre sue opere, come per esempio Enfance o Tropismes.